# Grupo Divulgação

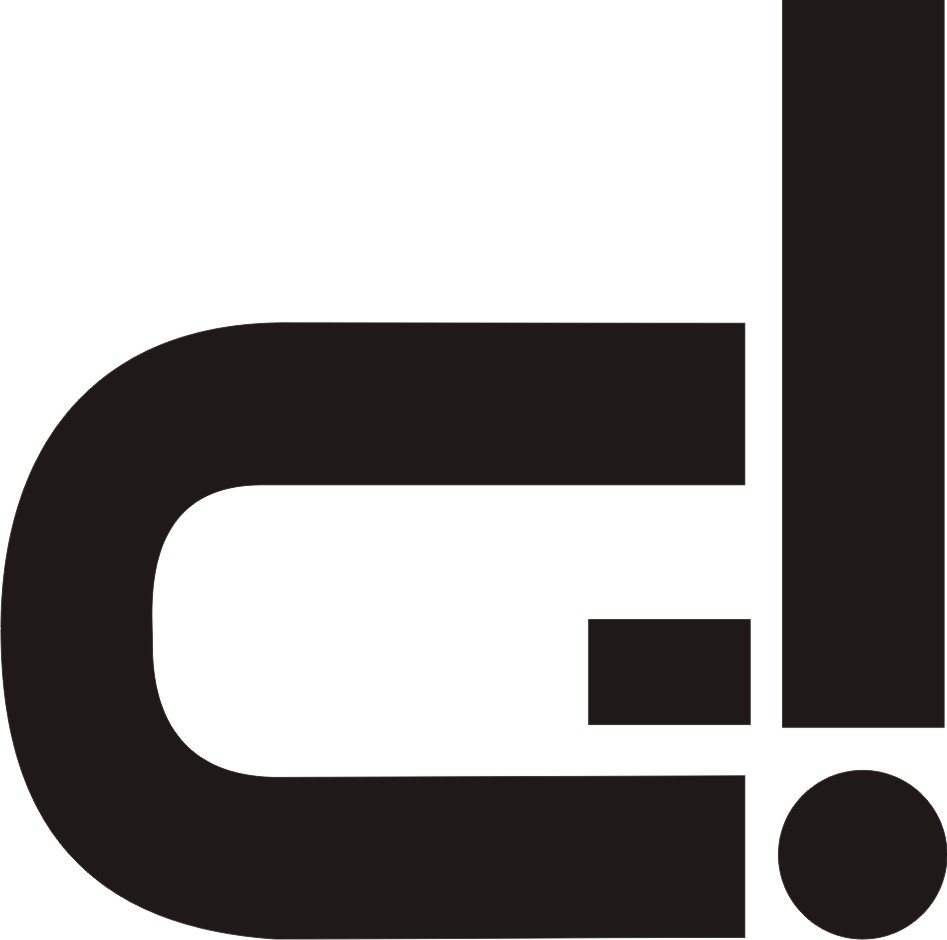
"Mede-se a cultura de um povo pelo seu teatro", frase de Federico García Lorca e lema do grupo.

O Centro de Estudos Teatrais - Grupo Divulgação, chamado de "Grupo Divulgação" ou apenas "GD" é um núcleo de ensino, pesquisa e extensão em artes cênicas, que se iniciou como um grupo de teatro universitário, nascido na antiga Faculdade de Filosofia e Letras (FAFILE), em Juiz de Fora, Minas Gerais, no ano de 1966. Está em atividade ininterrupta desde a sua fundação e, a partir de 1971, passou a exercer as suas atividades no Forum da Cultura. Ao longo de sua trajetória, o Grupo Divulgação produziu mais de 200 peças teatrais, dentre clássicos da dramaturgia universal, de autores como Federico Garcia Lorca, Górki, Anton Tchekhov, Shakespeare, Molière e Pirandello até textos da dramaturgia nacional, como obras de Nelson Rodrigues e Oswald de Andrade. O grupo também produziu um número considerável de peças originais, escritas por seu fundador e diretor José Luiz Ribeiro, dentre as quais destacam-se as premiadas Girança, de 1985/86, e A Escada de Jacó, encenada em 1995/96.
O GD é contemporâneo de outros importantes grupos teatrais brasileiros, tais como o Teatro Oficina e o Teatro de Arena, ambos de São Paulo, e o o grupo O Tablado, do Rio de Janeiro, além de outros destacados grupos internacionais, como o Teatro Experimental de Cali, da Colômbia, o Théâtre du Soleil, da França e o dinamarquês Odin Teatret. Pascoal Carlos Magno, um dos mais importantes teatrólogos brasileiros, considerava o Grupo Divulgação como o melhor grupo de teatro universitário do Brasil, conforme declarou na década de 1970: "Creio que nem no Rio de Janeiro, a não ser talvez em "O Tablado", se encontre um grupo com esse pedigree e um trabalho tão frutuoso".
O grupo mantém o seu caráter amador, sem fins lucrativos, vinculado aos projetos de pesquisa e extensão da Universidade Federal de Juiz de Fora. O Divulgação produz todos os anos três peças por semestre com o núcleo universitário, além de dois espetáculos com o núcleo adolescente, terceira idade e de iniciação ao teatro, totalizando cerca de 9 peças encenadas por ano. Os espetáculos adultos ficam em cartaz de quarta a domingo, durante dois meses, em uma frequência semanal incomum e um longo período de exibição até mesmo para grupos de teatro profissionais.
Em 2012, o Grupo Divulgação foi reconhecido pela prefeitura como bem imaterial do município de Juiz de Fora, tornando-o de utilidade pública para fins de tombamento. No ano de 2019, o Grupo foi registrado como o 9º patrimônio imaterial da cidade de Juiz de Fora, em cerimônia realizada no Teatro Paschoal Carlos Magno. A obra "Teatro Brasileiro: um panorama do Século XX", de Clovis Levi, que realiza um apanhado da atividade teatral brasileira desde o início do século XX, faz referência ao Grupo Divulgação de Juiz de Fora, ao lado dos mais importantes grupos teatrais da história do país. Dentre os seus ex-membros com maior destaque nacional, estão a cantora e compositora Sueli Costa, a jornalista Leda Nagle, que apresentou o programa "Sem Censura" durante 20 anos no canal "TV Brasil", a atriz e jornalista Arlete Heringer e os atores Breno Fonseca e Kenia Bárbara, que fizeram diversos trabalhos na Rede Globo.

## História

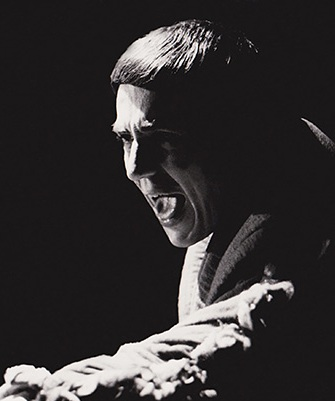
"Calígula", de Albert Camus, encenada em 1976. Os direitos da peça foram adquiridos com a própria família do autor francês.

O Grupo Divulgação surge em 1966, como Centro de Estudos Teatrais, a partir do esforço de jovens estudantes da extinta Faculdade de Filosofia e Letras (FAFILE), que se reuniam no Diretório Acadêmico Tristao de Athayde (DATA), sob a liderança de José Luiz Ribeiro, fundador do grupo e diretor da companhia desde a sua criação. Segundo José Luiz, o nome "Centro de Estudos" era mais apropriado em um período de censura, quando grupos de teatro estavam sendo vigiados pelos órgãos de controle da ditadura militar.
Inicialmente, o "CET - Divulgação" tinha por objetivo o estudo de textos clássicos do teatro, bem como a leitura de poesias de autores como Cecília Meireles, Carlos Drummond de Andrade e Manuel Bandeira. Participava dos encontros a estudante Maria Lúcia Campanha da Rocha Ribeiro, que mais tarde se casaria com José Luiz Ribeiro. Malu, como é chamada, foi atriz do GD e a mais importante figurinista da história do grupo.
No dia 7 de julho de 1966, o grupo apresentou o seu primeiro espetáculo, intitulado "Amor em Verso e Canção", encenado no auditório da Escola de Laticínios Cândido Tostes. Trata-se de um "espetáculo antológico", por conta da seleção de textos poéticos. A peça foi encenada apenas duas vezes, a segunda delas no Diretório Acadêmico, em uma configuração de palco semelhante aos teatros de arena, com uma estrutura em que o palco é central e envolvido pela plateia. Em ambas apresentações houve utilização da projeção de slides como recurso visual.
As apresentações de espetáculos antológicos logo tornaram-se frequentes para o grupo, uma vez que muitas semanas temáticas eram realizadas na Universidade Federal de Juiz de Fora naquele período. Por essa razão, os organizadores dos eventos encomendavam este tipo de peça, o que resultou na montagem do espetáculo antológico “Homem do Século XX”. Foi nessa época que o Professor Wilson de Lima Bastos convidou o grupo a apresentar a peça “A Incelença”, de Luiz Marinho, que já havia sido montada em Pernambuco no ano de 1962 sob a direção de José Wilker. José Luiz e o Grupo Divulgação aceitaram a proposta de Wilson Bastos, mas um evento do curso de Pedagogia da UFJF acabou por provocar a desistência de boa parte do elenco e o espetáculo foi cancelado.
No mesmo ano, o "CET - Divulgação" encena em apresentação única a peça "Morte e Vida Severina", de João Cabral de Melo Neto, no teatro do Colégio Granbery, a primeira de uma série de "espetáculos didáticos", que se repetiriam nos anos posteriores.

### 1967 - Cancioneiro de Lampião

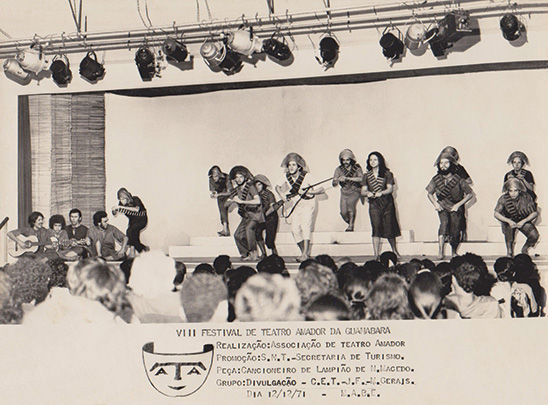
"Cancioneiro de Lampião", 2º colocado geral no Festival de Teatro Amador da Guanabara de 1971.

Em 1967, José Luiz foi apresentado por um amigo ao livro “Cancioneiro de Lampião”, de Nertan Macêdo. O diretor decidiu então transformá-lo em peça, uma iniciativa audaciosa pelo tema da obra, que falava sobre Lampião, em plena ditadura militar. Os próprios estudantes membros do Grupo Divulgação testemunhavam a perseguição aos inimigos do regime e a cassação de professores dentro da Universidade Federal de Juiz de Fora. Poucos anos mais tarde, o Grupo seria vítima da censura do regime.
O “Cancioneiro de Lampião” estreou no auditório da Faculdade de Enfermagem da UFJF, dentro da programação da “III Semana Juiz-forana do Folclore”. Apesar das poucas apresentações, o espetáculo ganhou prêmios e reconhecimento na cidade. José Luiz esclarece no programa do espetáculo que optou por uma montagem simples, em que o povo sobe ao tablado e inicia um relato do perfil do cangaceiro.

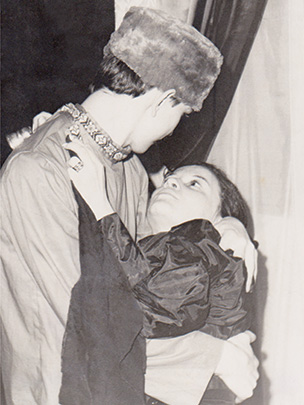
José Luiz e Malu Campanha interpretando "O Urso", em 1967.

Um dos grandes destaques do espetáculo era a trilha sonora composta por Sueli Costa, uma das mais destacadas compositoras da música popular brasileira, que teve suas canções interpretadas por artistas como Ney Matogrosso, Cauby Peixoto, Gal Costa, Elis Regina, dentre outros. A cantora vivia em Juiz de Fora naquela época, porque estudava na Faculdade de Direito da UFJF. Junto às suas duas irmãs, Sueli integrava o grupo “Trieto”, que se apresentava em festivais da cidade.
O sucesso de “Cancioneiro de Lampião” rendeu ao Grupo Divulgação o prêmio de melhor espetáculo do Mini Festival de Teatro de 1967 - Prêmio CAIT,  (Centro Autônomo de Incentivo Teatral). O Grupo conquistou os outros seguintes prêmios no festival: “Melhor Grupo”, “Melhor Figurino”, “Melhor Música” (Sueli Costa),  e “Atriz Revelação” (Beatriz Martins, como “Maria Bonita”) . Em 1971, o Grupo faz nova montagem da peça, desta vez com um elenco diferente, conquistando a segunda colocação geral no VII Festival de Teatro Amador da Guanabara, vencendo os outros seguintes prêmios: “Melhor direção” (José Luiz Ribeiro), “Destaque de atriz” (Delma Rocha), “Destaque de ator” (Jairo Schmidt), “Destaque de figurino” (José Luiz Ribeiro), “Destaque de cenário” (José Luiz Ribeiro) e “Destaque de coro e direção musical”. Em 2023, após o falecimento de Sueli Costa, o grupo remontou o espetáculo em homenagem à artista, como apresentação de conclusão de curso do Mergulhão Teatral.
No ano de 1967 o Grupo Divulgação ainda encenou a peça "O Urso", do dramaturgo russo Anton Tchekhov. O espetáculo tinha apenas três atores no elenco, dentre eles José Luiz e Malu Campanha nos papéis principais, com direção, cenário e figurino por José Luiz Ribeiro. A peça, por ser muito curta, era apresentada junto a um compilado de textos denominado "Antologia da Mulher", que narrava o papel feminino através da dramaturgia universal. O espetáculo foi apresentado entre os dias 25 a 29 de outubro de 1967, no Palácio da Saúde de Juiz de Fora.

### 1968 a 1971 - Clássicos universais e espetáculos itinerantes

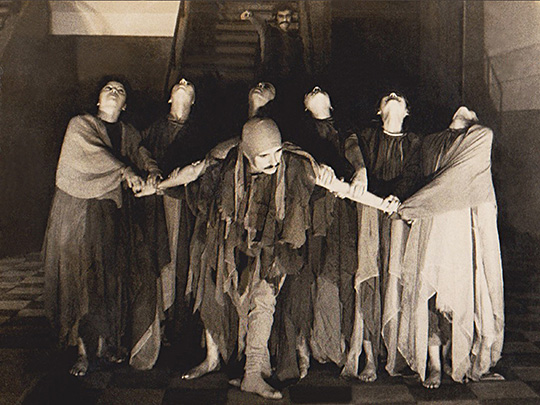
"Escorial", encenada no salão do Palácio Barbosa Lima: o grupo ainda não possuía um lugar próprio para as apresentações.

Entre os anos de 1968 e 1971, o Grupo Divulgação produziu nove peças teatrais, dos seguintes autores consagrados: Federico García Lorca, Sófocles, Gogol, Máximo Gorki, Durrenmatt, Molière, Michel de Ghelderode, Cecília Meireles e Schiller.
Como o GD ainda não possuía um teatro próprio para suas apresentações, os espetáculos eram encenados nos mais diversos palcos da cidade, como por exemplo o teatro da Casa D’Italia, um centro cultural italiano fundado em Juiz de Fora no ano de 1939, projeto pela Companhia Pantaleone Arcuri. Entre os locais inusitados onde as peças foram encenadas estão o salão do Palácio Barbosa Lima, hoje Câmara de Vereadores de Juiz de Fora, e a Galeria Maria Amália, do Museu Mariano Procópio.
Estas foram as peças produzidas durante o período de 1968 a 1971: "Bodas de Sangue" (1968), "Electra" (1968), "Diário de um Louco" (1969), "Pequenos Burgueses" (1969), "A Visita da Velha Senhora" (1970), "Escola de Mulheres" (1970), "Escorial" (1971), "Romanceiro da Inconfidência" (1971) e "Maria Stuart" (1971).

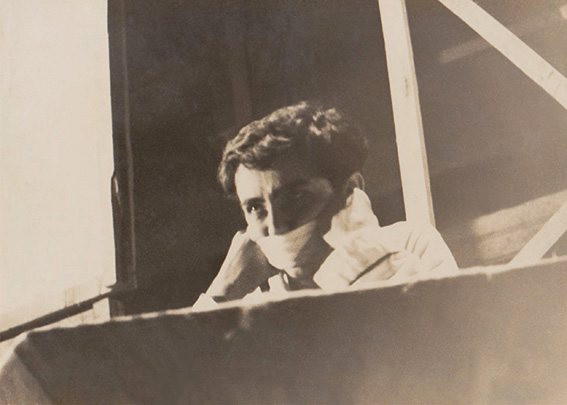
José Luiz veda a própria boca em resposta à censura sofrida em "Diário de um Louco", em 1969.

O ano de 1968 guardou a peculiaridade de ter sido a primeira vez em que o Grupo sofre com a censura e repressão da ditadura militar. A peça "Diário de um Louco", dirigida por Malu Campanha, teve trechos de seu texto censurado, e José Luiz Ribeiro, interpretando Antonino Barnabé, na adaptação de Rubem Rocha Filho para a peça de Gogol, utilizou um pano branco cobrindo sua boca, em resposta à supressão do seu direito de expressão. A foto ficaria imortalizada na história do grupo e é bastante representativa da forma como a repressão imposta pelos atos institucionais do governo militar seria encarada pelo Divulgação.
Fizeram parte do elenco do GD, durante a década de 60, todos os seguintes atores e atrizes: José Luiz Ribeiro, Maria Lúcia Rocha, Lucy Brandão, Maria de Lourdes Herédia, Maria de Lourdes Corrêa Santos, Rosaly Lopes, Ronaldo Borges de Mattos, Leila Amaral, Sérgio Lessa, Roberto Lessa, Stela Maria L. Reis, Paulo Augusto, Sidivan Ribeiro, Eraldo Xavier, Maria Inês Oliveira, Alceu Rodrigues, Dina Macário, Dirceu Campos, Lisieux Costa, Telma Costa, Gilson Castro César, Roberto Alves Monteiro, Daltony Nóbrega, Janete Maria, Rosângela Bicalho, Maria Helena Fialho, Léa Kegele, Nelma Fróes, Zaine Salomão, Moacyr de Carmo, Antônio Augusto de Oliveira, Beatriz Martins, Roberto Pedreira, Antônio Guedes, Paulo César, José Jacinto Melquíades, Maria das Graças, Maria de Fátima, Rita Luz, Maria Aparecida Costa, Euzenita Martins, Édina Costa, Manoel Quirino, Gerson Natalino, Reuber Gonçalves, Rogério da Corso, Celeste Emerick, Marta Sirimarco, Milton Passos, José Eduardo Benevello, Herval Brás, Iveraldo José de Oliveira, Francisco do Amaral, Antônio Eduardo Silva, Amado Filho e Lucas Marques do Amaral.

### 1972 - Inauguração do Forum da Cultura

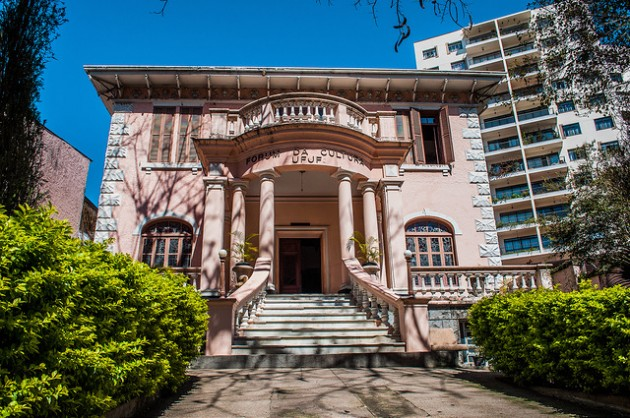
Forum da Cultura, casarão da década de 20 localizado no centro de Juiz de Fora.

Em 1971 o Grupo conquista um teatro fixo para a apresentação de seus espetáculos. O prédio, onde funcionava a Faculdade de Direito da UFJF, foi transformado em uma "Casa da Cultura" pelo então reitor da Universidade Federal de Juiz de Fora, Prof. Gilson Salomão, e algumas entidades culturais da cidade foram convidadas para ocupar o local, entre elas o Grupo Divulgação. O local, que mais tarde passou a se chamar "Forum da Cultura", foi conquistado a partir da iniciativa do diretor José Luiz Ribeiro, com o compromisso de cumprir o combinado com o reitor em 1971: "enquanto vocês trabalharem, o espaço é de vocês".
O prédio do Forum da Cultura foi construído na década de 1920, para fins residenciais. Em 1953 a propriedade foi vendida à Faculdade de Direito, representada, na compra, pelo seu diretor e professor Benjamim Colucci. A Faculdade de Direito permaneceu no espaço até 28 de Agosto de 1971, quando foi transferida para o Campus Universitário. Após a concessão do espaço ao Grupo Divulgação, o antigo Salão Nobre da Faculdade de Direito, com 247 cadeiras, foi transformado em teatro em 1972, com projeto de José Luiz Ribeiro.

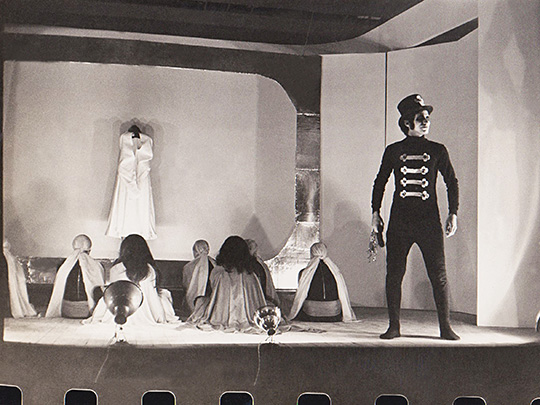
Encenação de "A Morta", de Oswald de Andrade, primeira peça apresentada no Forum da Cultura. (1972).

Em 30 de julho de 1972, o Grupo Divulgação inaugurou o seu teatro com a peça "A Morta", de Oswald de Andrade. O crítico teatral Sábato Magaldi havia afirmado que "A Morta" era um texto impraticável para o teatro (o que também pensava sobre "O Rei da Vela"). Isso motivou ainda mais José Luiz Ribeiro para realizar a pioneira montagem, que rendeu muito sucesso naquele ano. "A Morta" guarda a peculiaridade de ter em seu elenco a jornalista Leda Nagle como uma das protagonistas, além de Robson Terra, dois dos mais destacados atores da história do grupo. No programa original da peça há um destaque para a inauguração do teatro no Forum da Cultura: "Estamos inaugurando um teatro. Fazemos ranger, pela primeira vez, as tábuas de um tablado que sustentarão o peso do sofrimento humano desde o nascimento da Humanidade".
Em 1984, o palco do teatro, construído em estilo italiano, sofreu uma reforma que fez desaparecer o forro para possibilitar a subida de adereços cênicos de pequeno porte. Em 1993, com o apoio do Ministro da Educação e Desportos, Prof. Murílio de Avelar Hingel, no reitorado do Prof. José Passini, a sala passa por uma modernização, possibilitando a reforma da platéia em níveis, melhorando a visibilidade para o espectador, ampliando os recursos cenográficos e aumentando a capacidade do público para 200 espectadores sentados.

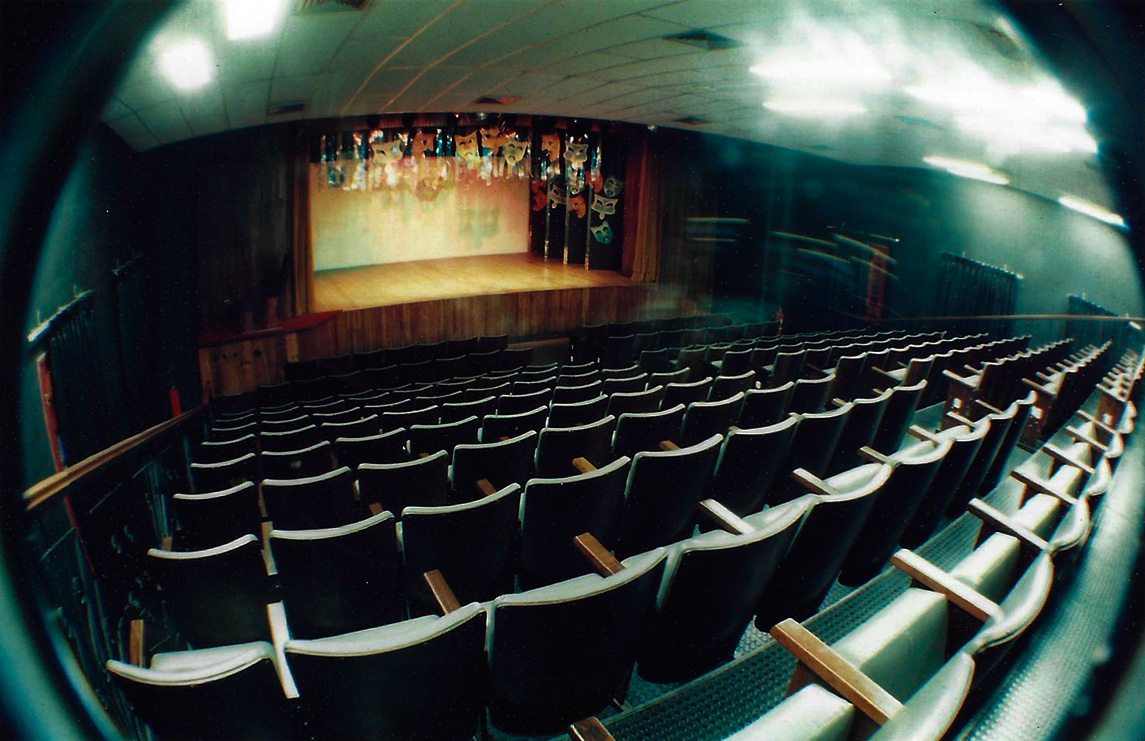
Configuração atual do teatro, com capacidade para 200 espectadores sentados. Foto por: Dornellas.

Hoje, ocupam o espaço do casarão o Centro de Estudos Teatrais (CET) – Grupo Divulgação, o Museu de Cultura Popular, a Galeria de Arte e o Coral Universitário.

### A década de 70 e os primeiros espetáculos infantis
Após a inauguração do teatro, o grupo deu prosseguimento à encenação de grandes peças do teatro universal, como aconteceu na montagem do texto "O Patinho Torto ou os Mistérios do Sexo", de Coelho Netto, ainda em 1972. Um pouco antes, no mesmo ano, o grupo encenou o espetáculo didático "Belmiro, Murilo e Pedro Nava", no palco do Cine Theatro Central, seguido de uma apresentação no Museu Mariano Procópio, com a presença do próprio Murilo Mendes. No ano de 1973 o grupo apresentou "Yerma", segunda parte da trilogia de "dramas folclóricos" do poeta espanhol Federico García Lorca, cuja terceira e última peça seria montada somente na década de 1980. "Yerma" teve trilha musical original composta por Maurício Tapajós, que já havia colaborado com José Luiz em "Coronel de Macambira", em 1966.
O ano de 1973 também ficou marcado pela criação do Núcleo de Teatro Infantil, dirigido por Berenice Pinheiro de Paula. A primeira peça infantil apresentada pelo grupo foi "A Onça de Asas", de Walmir Ayala.  O próprio autor assistiu o espetáculo e manifestou sua opinião a respeito: "Nunca um texto meu foi explorado com tanta integridade, o clima é poesia pura e isso é muito importante dentro do meu trabalho como poeta e autor literário”. A protagonista da peça era Nelma Fróes, falecida em 2012, uma das grandes atrizes do grupo na década de 1970.

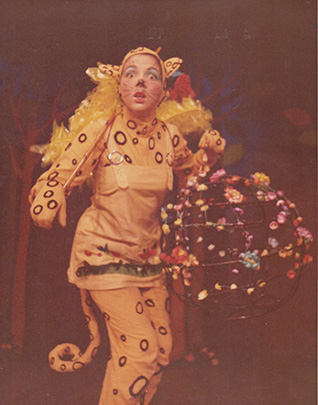
A atriz Nelma Fróes em "A Onça", de Walmir Ayala, primeiro espetáculo infantil apresentado pelo grupo em 1973.

Em 1973 e 1974 o grupo apresentou a peça "Seis Personagens à Procura de um Autor", de Pirandello, espetáculo que alcançou grande sucesso de crítica em Juiz de Fora. O ano de 1974 ficaria marcado por outras três produções: uma remontagem de "Cancioneiro de Lampião", a peça "As Criadas", de Jean Genet, e "O Circo de Bonecos", segundo espetáculo infantil do grupo, com texto de Oscar Von Pfuhl, que assim se manifestou a respeito da montagem do grupo Divulgação: "Eu gostei imensamente do espetáculo. Achei uma montagem de muito bom gosto, os figurinos estão muito bonitos e a peça está com um ritmo muito bom. Vocês entraram no clima da peça. É um jogo de circo, um jogo infantil e envolve, ao mesmo tempo, uma filosofia de vida. Eu acho que as duas coisas se casaram perfeitamente bem na montagem de vocês".
Entre 1973 e 1975, o jovem Gabriel Sales Pimenta, então aluno da Faculdade de Direito da UFJF, atuou em cinco peças do Grupo Divulgação. Gabriel seria assassinado aos 27 anos, em 1982, por um latifundiário no Pará. O legado do jovem advogado morto prematuramente é reconhecido pelo Núcleo de Assistência Jurídica da Faculdade de Direito da UFJF, o NAJUP, que leva o seu nome como forma de homenageá-lo pelo trabalho em prol dos trabalhadores agrícolas.
Ainda em 1974, a convite de Pascoal Carlos Magno, o grupo fez parte do projeto "Barca da Cultura", compartilhado com outros grupos, como o Ballet Stagium, de São Paulo, a Orquestra da Casa do Estudante do Brasil e o Balé Folclórico da Guanabara. O projeto se consistia na iniciativa ousada de encenar espetáculos navegando pelo Rio São Francisco, se apresentando para populações ribeirinhas que não tinham contato usual com a arte dramática.

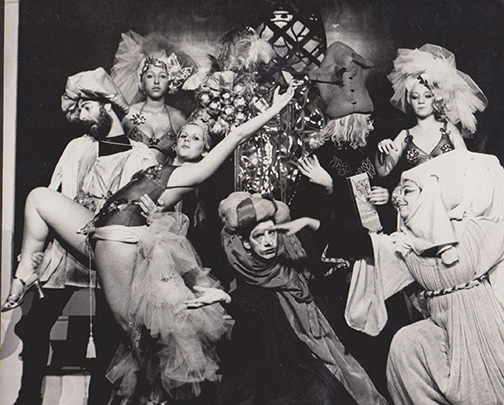
"Mas que Papel, Seu Bacharel!" inaugura a dramaturgia autoral do GD, escrita por José Luiz Ribeiro e encenada em 1979.

Entre 1975 e 1979, o Grupo Divulgação montou os seguintes espetáculos : "Arlequim, Servidor de Dois Amos" (1975), "Calígula" (1976) - cujos direitos de uso da peça foram negociados com a própria esposa de Albert Camus, autor do texto - "Guerra Mais ou Menos Santa" (1976), "Pedreira das Almas" (1977), "Estória de Lenços e Ventos" (1978), "Só o Faraó tem Alma" (1978), "Nem Tudo Está Azul no País Azul" (1979) e "O Beijo no Asfalto" (1979) - montado um ano antes da morte do seu autor, Nelson Rodrigues. Ainda em 1979, foi montado o espetáculo "Mas que Papel, seu Bacharel!" (1979), a primeira peça do Divulgação com texto original escrito por José Luiz Ribeiro.
Ao longo da década de 1970, o GD contou com o seguinte elenco: José Luiz Ribeiro, Maria Lúcia Rocha, Dino Zucchi, Genival de Carvalho, Eloísio Furtado, Mauro Rodrigues, Mauro Lúcio, Noel Henrique, Francisco Amaral, Léa Kegele, Ana Helena Curty, Xico Teixeira, Pedro Paulo Taucce, José Luiz Rodrigues, Iveraldo de Oliveira, Francisco Teixeira, Roger Dacorso, Francisco Assis, Martha Sirimarco, Wilson Cid, Vera Mª Castro, Iara de Carvalho, Maria Helena Carvalho, Ana Maria Curty, Leila Amaral, Daura de Carvalho, Maria de Fátima Duarte, Maria Cristina, Lucy Brandão, Lucas Amaral, Nelma Fróes, Ronaldo Agrícola, Teresinha de Castro, Maria de Lourdes Herédia, Marcelo Cruz, Vera Nardelli, Sônia Boechat, Vanda Teodoro, Elaine Vieira, Isabel Mauad, Iverson Bisaggio, Ivan José, Jairo Schmidt, Christopher Wellner, José Carlos, Maria Célia Teixeira, Josemir Eustáquio, Sandra Emília, Berenice de Paula, Antônio Guedes, Elias Ibrahim, Ênio Rocha, Glênio Ferreira, Leda Nagle, José Eduardo Arcuri, Euler Magalhães, Francisco Dias Netto, Sérgio Arcuri, Olinda Ribeiro, Maria Cristina Brandão, Ana Maria Silva, Robson Terra, Cláudio Lacerda, José Luiz Lignani, Luiz André de Filippo, Luiz Augusto Egypto, Rita de Cássia Veiga, José Alberto, Virgínia Fonseca, Virgínia Calaes, Ângela Mª Cavalcanti, Beatriz Coelho, Rita Pena, Maria Lúcia Lopes, Gláucia Silva, Cândida Knopp, Virgína Paes, Maria Auxiliadora Oliveira, Maria Imaculada Lima, Cecília Brandão, Maria José da Silva, Gabriel Pimenta, Nelson Bispo, José Mourão, Carlos Augusto Gomes, Domingos Teixeira, Marcio Itaboray, Julieta Gonçalves, Eduardo Arbex, Renato Dias, Scheila Brasileiro, José Mourão, Hermano Checker, José Renato Pipa, Sueli Costa, Pedro Paulo Silva, Cléber Ambrósio, Alberto Coura, Ronaldo Maia, José Sales Pimenta, Carlos Salazar, João Tavares, Luiz Marcos Sinhoroto, Heloisa Sotto Maior, Heloisa Helena Patrocinio, Manot Medina, Marilane Campos, Neise Borges, Célia Sobral, Sérgio Dias, Francisco Ribeiro, Rosângela Vieira, Vera Júlia, Emily Braks, Rose Nascif, Jane Vieira, Júlia Mª Geraldo, Walkírio Costa, Gerciney Carvalho, Consuelo Ferreira, Rosilene Costa, Wânya Duarte, Henrique Leal, José Francisco Matos, Liana Menezes, Inês Somões, Chintia Lopes, Marise Delgado, Luzia Couto Teixeira, Rosângela Viana, Inês Simões, José Paulo Custódio, Marcelo Gaio, Vera Lúcia Nazareth, Rodrigo Barbosa e Isabela Pinheiro.

### 1980 a 1989 - Ampliação de público e reconhecimento nacional

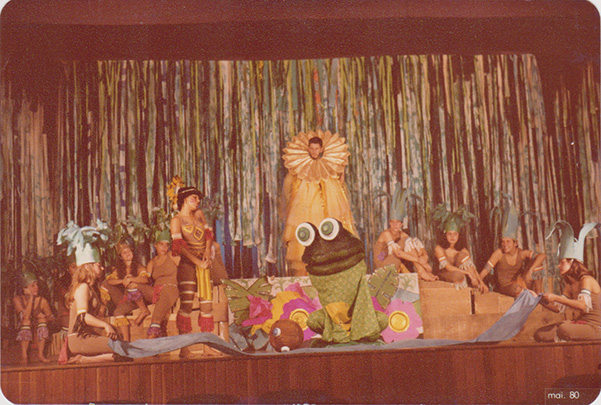
"Guairaká" (1980) é a primeira peça infantil original do Grupo Divulgação.

A década de 80 foi um marco definitivo nos trabalhos do Grupo Divulgação, que passou a adotar como prioridade o aumento de seu público em Juiz de Fora, bem como a conquista de maior visibilidade das peças nacionalmente, principalmente através da participação em festivais por todo o Brasil. Já no início do ano de 1980, o GD oferece o curso de "Introdução ao Teatro", projeto que nunca foi interrompido e, ao longo do tempo, aumentou cada vez mais a diversidade de seu público alvo. Neste mesmo ano, o grupo produz sua primeira peça infantil com texto original de José Luiz Ribeiro, "Guairaká", que já havia sido escrito no ano de 1973 e encenado em espetáculo com bonecos na Amazônia. No mesmo ano, o grupo encena "Estado de Sítio", obra de cunho político, dedicada à memória de Pascoal Carlos Magno, que faleceu dias antes da estreia. O ano de 1980 ainda teve a montagem da peça "Boca do Inferno". No ano de 1981, quando o grupo completou quinze anos de atividade, foram montadas duas peças infantis: "O Embarque de Noé" e "Dona Baratinha". A peça adulta deste ano foi "Mandrágora", que bateu recordes de público e teve a presença de Emilinha Borba e Doc Comparato na plateia.

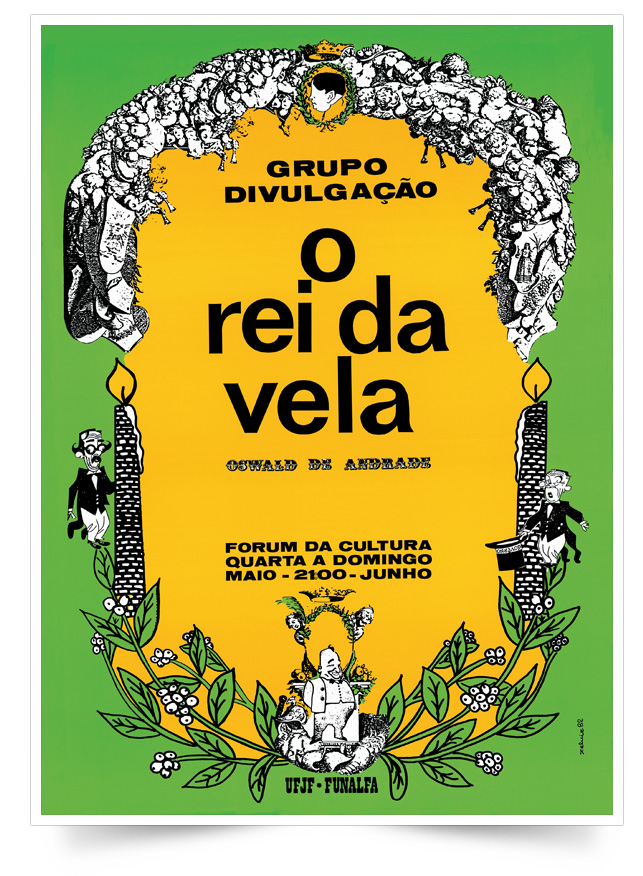
Cartaz de "O Rei da Vela", de Oswald de Andrade, montado pelo Grupo Divulgação em 1982.

A temporada de 1982 foi aberta com "O Rei da Vela", depois de nove meses de preparação do elenco. Ainda no ano de 1982 o grupo montou "A Gema do Ovo da Ema" e "Como se Fazia um Deputado". O ano de 1983 foi marcado pela encenação de "A Colcha do Gigante", "Dr. Getúlio, sua Vida e Sua Glória", com Pedro Bismarck no elenco, e a impressionante montagem de "O Jardim de Cerejeiras", cujo cenário possuía um cerejal com 2382 flores confeccionadas. Francisco Pontes de Paula Lima, tradutor da peça e de obras de Stanislavski no Brasil, esteve presente em uma das apresentações. Em 1984, o GD realiza a montagem das peças "Girassonho" e "O Inspetor Geral", além de "Esta Noite se Improvisa", que conquista importantes prêmios no Festival Nacional de Teatro Amador de São José do Rio Preto. O sucesso da peça rende um convite para apresentação na abertura do Festival de Teatro do SESC, em São Paulo, rendendo elogios do crítico de teatro Robson Camargo, na Folha de S.Paulo.
O ano de 1985 trouxe ao grupo o reconhecimento da revista "Afinal", que considerou "Esta Noite se Improvisa" como um dos melhores espetáculos do eixo Rio-São Paulo no ano de 1984. Neste mesmo ano, o grupo estreou "Putz, a Menina que Buscava o Sol" e "Fausto", que inaugura o "Projeto de Popularização do Teatro", com o objetivo de levar pessoas em situação de carência para os espetáculos teatrais. Naquele ano, a temporada semestral atinge a marca de 7500 espectadores, uma ampliação significativa do público. Atualmente, o projeto de popularização é denominado "Escola de Espectador" e possui mais de 200 núcleos cadastrados, todos com direito a entrada gratuita nos espetáculos do Grupo Divulgação.

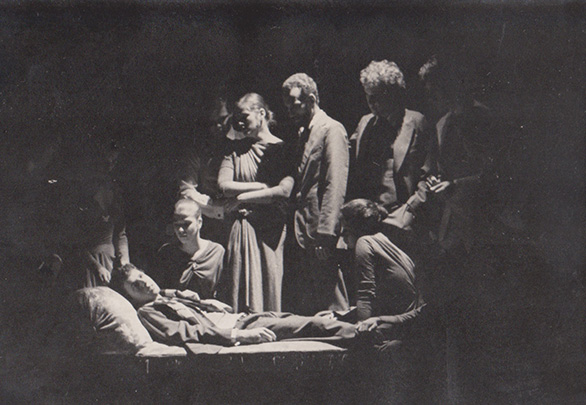
"Esta Noite se Improvisa", de 1984: reconhecimento nacional.

Ainda no ano de 1985, o grupo estreia "Girança", com texto de José Luiz Ribeiro, que se torna um dos maiores sucessos do GD, ficando em cartaz também no ano de 1986 e conquistando prêmios importantes em festivais. Por "Girança", o GD foi escolhido como representante mineiro para o VIII Festival de Teatro Amador ocorrido em Ouro Preto. No ano de 1986, o grupo montou as seguintes peças: "Grito Mudo", "A Noite dos Duendes" e "A Casa de Bernarda Alba", que trouxe de volta aos palcos, depois de 13 anos, a atriz Malu Ribeiro, além de marcar a estreia da atriz Márcia Falabella no Grupo Divulgação, uma parceria que permanece sólida por mais de 30 anos, até os dias atuais. O ano de 1986 foi muito simbólico para o grupo, por conta da celebração de seus 20 anos de atividade, mas também por ocasião dos 30 anos de falecimento de Brecht, o que acabou influenciando a estética da peça "Grito Mudo", feita a partir da notícia do estupro da filha de um político de Juiz de Fora.
No ano de 1987, o grupo monta "Bem do Seu Tamanho", "As Aventuras do Tio Patinhas" e "Aurora da Minha Vida", sendo que esta última peça guarda uma peculiaridade: o grupo foi quase todo renovado por conta da saída de membros do elenco. Ainda assim, a peça recebe elogios da crítica, do público e do próprio autor do texto, Naum Alves de Souza, que afirmou que a montagem era a que mais se aproximava do que havia idealizado ao escrever o texto. No ano de 1988 são montadas as seguintes peças: "Sonho Pirata", "Canga" e "O Mercador de Veneza", a primeira montagem de Shakespeare feita pelo Grupo Divulgação. Esta última peça marca o fim da visita dos censores nos ensaios gerais que liberariam ou não os espetáculos, por conta da ditadura militar. A década se encerrou com a produção dos três espetáculos: "Passa, Passa Assombração" (1989), "O Santo Milagroso" (1989) e "Rasto Atrás" (1989).

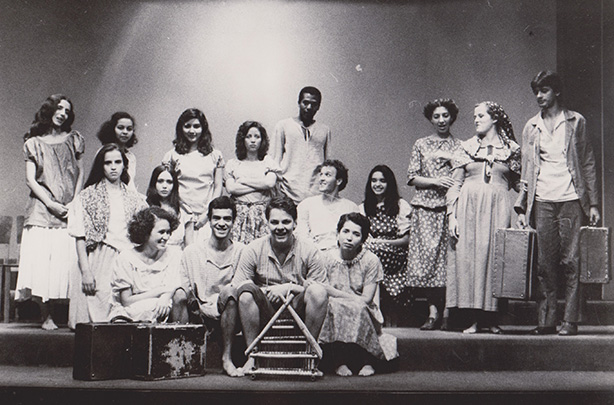
"Girança" (1985), de José Luiz Ribeiro, é uma das peças mais importantes do repertório do Divulgação.

Ao longo da década de 1980, o GD contou com o seguinte elenco: José Luiz Ribeiro, Maria Lucia Ribeiro, Adriana Meirelles, Cláudia Miranda, Suzana Macedo, Alexandre Dayrel, Iêda Alcântara, Alice Freesz, José Eduardo Arcuri, Rodrigo Barbosa, Robson Terra, Cláudia Miranda, Liana Menezes, Chintia Lopes, Heloísa Sotto Maior, Inês Simões, Suzana Macedo, Wânya Duarte, Alexandre Dayrel, Eduardo Arbex, Lu Pianta, Cleber Ambrósio, Wanda Meirelles, Douglas Dwight, Aparecida Scotton, Marise Delgado, Márcia Helena, Janete Carvalho, Ailton Magioli, Rosângela Pinto, Virgínia Paes, Marcelo Gaio, Denise Portes, Marcela Matamoros, Geraldo Muzzi, Cristiano Vieira, Sandra Henriques, Ana Lewer, Gisele Martins, Vera Nazaret, Cidéia Vasconcelos, Maria Aparecida de Fátima, Márcia Zoet, Eder Kegele, Valéria Penna, Eliana Alípaz, Ana Clara, Maria Aparecida Lopes, Miriam Carvalho, Osvaldo Alvarenga, Mariles Oliveira, Sandra Resende, Marcos Cordeiro, Ana Lúcia Patrocello, Paulo Monteiro, Paulo Roberto de Freitas, Flávio Larivoir, Rosângela Reis, Regina Martins, Thadeu Evangelista, Levindo Ferreira, Beralda Pires, Gisela Daher, Elaine Coelho, Carlos Augusto Lauro, Fátima Amorim, Elaine Braga, Marcos Venício, Luiz Antônio Figueiredo, Willer Borges, Sw. Prem Subuddha, Gisela Barbosa, Vanja Franco, Evaristo de Castro, Anderson Itaboray, Guy Schmidt, Felipe Soares, Marcos Orione, Dilceu Adonis, João Ricardo Luz, Carlos José dos Santos, Maristela Villalba, Leopoldo Oliveira, Ademilson Pedro, Rosângela Dilly, Regina Mello, Maria Teresa Carvalho, Ângela Loures, Reginaldo Neiva, José Márcio Souza, Anna Carla Duarte, Mônica Prado, Luiz Augusto Bragagnolo, Ronaldo Borges, Luciana Neiva, Zilda Ferreira, Maria Tereza da Silva, Danielle Tristão, Renata Pessoa, Cecília Simões, Toninho Buda, Luzia Resende, Sheila Oliveira, Uilde Melo, Arlete Heringer, Virgínia Fonseca, Evaristo de Castro, Wanderson Zambelli, Nilma Raquel Silva, Lucília Villanova, Aleyse Gramigna, Rogério Corrêa, Alex Dias, Hélio da Silva, Regina Celi Melo, Alberto Ribeiro, Eliane Almeida, Marise Mendes, Heloisa Rodrigues, Márcia Falabella, Augusto França, Wolnei Nassar, Rodrigo Canabrava, Luciana Vaz de Mello, Júlio Venâncio, Angelo Morais, Cristiano Saggioro, Antônio Marcos Moreira, Carmem Lúcia de Paula, Cursi Jr., Larissa Rodrigues, Nonato Esteves, Nice de Paula, Sirlene Magalhães, Flávio Mattos, Heber dos Santos, Danielle Andrade, Luiz Fernando Rocha, Lucas Amaral, Frederico Ribeiro, Carlos André Thomaz, Célia Larcher, Cristina Coury, Elisa Carneiro, Tarsila Ribeiro, Patrícia Biage, Márcio Gomes, Elisa Camillotto, Jaqueline Lelys e Agna Andrade.

### A década de 90: o teatro no Brasil da redemocratização

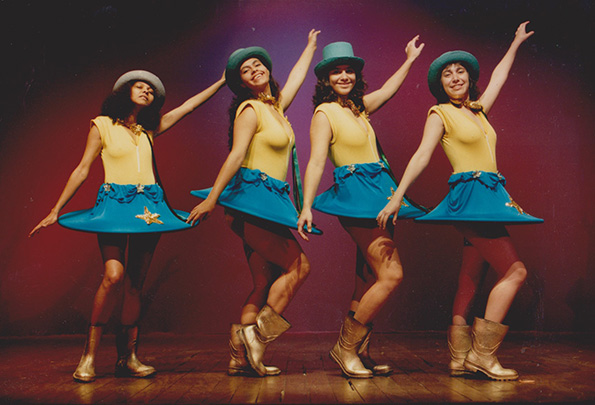
"Era Sempre 1º de Abril", de 1990: sátira ao governo de Fernando Collor e um dos grandes sucessos da dramaturgia de José Luiz Ribeiro. Foto por: Jesualdo Castro.

A situação política brasileira no início da década de 1990 refletiu fortemente na dramaturgia do GD. O país dava os primeiros passos em seu processo de redemocratização e a sociedade e economia sofriam com a herança da dívida externa e a crescente inflação da moeda nacional. Esta conjuntura provocou, em 1990, a produção da peça autoral "Era Sempre 1º de Abril", uma sátira ao governo de Fernando Collor, um sucesso de bilheteria. O grupo teve a sua poupança confiscada, no contexto do Plano Collor, o que provocou que a montagem de "Era Sempre 1º de Abril" fosse realizada sem cenografia e com reutilização de figurinos de peças anteriores. No mesmo ano, o grupo lançou "Dom Chicote Mula Manca" e "Todomundo", esta última com texto de José Luiz Ribeiro, que mais tarde foi montada em São Paulo (1997) e Belo Horizonte (2015). O ano de 1991 marca o aniversário de 25 anos do grupo, que monta as peças "O Rouxinol do Pescador", "Édipo Rei" e "O Burguês Fidalgo". A montagem de "Édipo Rei" teve na plateia a presença de crianças em situação de rua. No dia 7 de julho do mesmo ano, o grupo remonta a peça "Amor em Verso e Canção", o primeiro espetáculo antológico do grupo, encenado pela primeira vez em 1966.

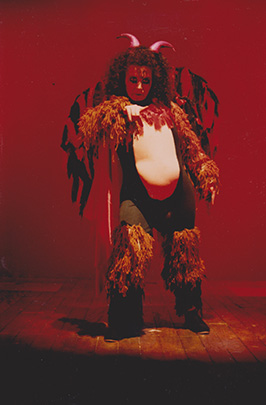
Márcia Falabella interpreta o "Diabo" em "Todomundo", peça de 1990 que foi remontada por grupos de São Paulo e Belo Horizonte. Foto por: Jesualdo Castro.

No ano de 1992, o Forum da Cultura recebe do governo federal verba para reforma e modernização do teatro. A assinatura do convênio que liberou a verba foi feita ao término da apresentação de "Vereda da Salvação", de Jorge Andrade. Esta peça guardava a peculiaridade de confundir os espectadores entre o real e a ficção, uma vez que o público encontrava os atores já na entrada do teatro, no portão ou cuidando do jardim. Naquele mesmo ano, o grupo ainda encenou "O Caju Encantado", escrito por Paula Schmidt, autora de Juiz de Fora. A reforma aprovada em 1992 foi executada em 1993, quando o grupo, apesar das obras, monta as seguintes peças: "Estórias para Boi Dormir" e "Il Teatro Cômico". Em 1994, o grupo encena "Como se Come um Homem" e "O Carteiro do Rei", que resgata o teatro de sombras, além do musical "A Torre em Concurso". Neste período, aos cursos de adolescentes e universitários soma-se o núcleo da terceira idade, que estreou com a peça "Minha Sogra é da Polícia".
No ano de 1995 são montadas as peças: "O Dragão Verde", "O Homem e o Cavalo" e "A Escada de Jacó", que conquistou o Prêmio do Júri Popular no XV Festival Internacional de Teatro de São José do Rio Preto, na categoria "Melhor Espetáculo". No mesmo festival, Márcia Falabella recebeu o prêmio de melhor atriz. No ano de 1996, o grupo recebe prêmio da FUNARTE, por sua trajetória investigativa, e monta as seguintes peças: "O Mistério das Nove Luas" e "Cervantina".  A década prossegue com as seguintes montagens: "A Chapeleira da Rua Azul" (1997), "O Devoto" (1997) e "O Patinho Feio" (1998). Ainda em 1998, o grupo encena "O Príncipe Rufião", uma sátira ao presidente Fernando Henrique Cardoso, uma reafirmação do teatro político do Grupo Divulgação. Neste ano, o centenário de Federico García Lorca enseja a montagem do espetáculo "Canto por Federico", com o elenco da terceira idade, que foi apresentado no Teatro Odylo Costa Filho, no Rio de Janeiro. Em 1999, o grupo remonta "Guairaká", a primeira peça infantil autoral do grupo, além do musical "Viva a Nau Catarineta" e "Ossos do Barão", encerrando a década.

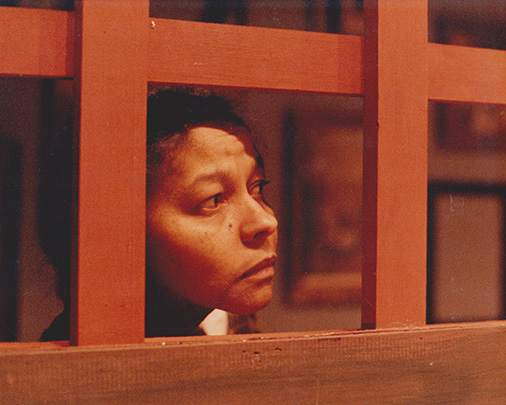
Fátima Amorim como "Tiana" em "A Escada de Jacó", melhor espetáculo do XV Festival Internacional de Teatro de São José do Rio Preto, em 1995.

Ao longo da década de 1990, o GD contou com o seguinte elenco: José Luiz Ribeiro, Aleyse Gramigna, Augusto França, Luciana Vaz de Mello, Gabriela Gervason, Irene de Paula, Marise Mendes, Célia Larcher, Maria de Fátima Amorim, Patrícia Biage, Flávio Mattos, Cursi Jr., Ondiara Barbosa, Suzanne Andrade, Cláudia Saunders, Zilene Lacerda, Sandra Bastos, Ernane Rabelo, Elisa Carneiro, Giovana Agostinho, Frederico Ribeiro, Tarsila Ribeiro, Carlos André, Márcio Gomes, Virgínia Fonseca, Luis Roberto Venancio, Ângelo Morais, Cybeli Ribeiro Amado, Pedro Chicri, Sirlene Magalhães, Márcia Falabella, Débora Pinto, Guy Schmidt, Renata Vargas, Luiz Gustavo Canani, Zilene Teodoro, Arlete Heringer, Adriana Malvaccini, Luiz Fernando Rocha, Kátia Silveira, Márcia Costa, Ronaldo Ferreira, André Santos, Cristiano Saggioro, Nicolau Arbex, Roulien Griffer, Sandra Nacif, Paula Schmidt, Cilamra Quetz, Danielle Teixeira, Fabiana Braga, Marcelle Nogueira, Leandro Bellini, Alexandre Martins, Claudinei Pereira, Edna Cannobietti, Adriano Medeiros, Gabriela Guerra, Rodolfo Lisboa, Giovanna de Carvalho, Renata Costa, Érika Campelo, Kennia Orsetti, Carlos Brandi, José Márcio de Souza, Caíque Massena, Cláudio César Costa, Andréa Honório, Daniella Stroppa, Isabel Mendes, Rúbia Mazzini, Mônica Nascimento, Flávia Kistemann, Simone Schetino, Bel Mendes, Germano Baía, Felipe Saleme, Paulo Oliveira, Érica Salazar, Rosânea Sasso, Analice Franco, Alessandro Barbosa, Augusto Alfredo Lourenço, Flávio Morais, Ricardo Miranda, Alessandro Corrêa, Marcelo Saporetti, Patrícia Cardoso Julien, Lúcia Gávio, Silvane Pereira, Juliana Toledo, Cáttia Galloletti, Neusa Bernardes, Raphaell Ramos, Fernando Henrique Gomes, Éricka Lourenço, Patrícia Esteves, Mariana Moreira, Simone Medeiros, Teka Figueira, Melissa Queiroz, Cristiane Vieira, Laura Nívia, Hellen de Oliveira, Raquel Souza Lima, Luciane Toledo, Fernando Gomes, Paulo Sérgio Moraes, Marcus Amaral, Leonardo Mendonça, Magno Ângelo, Keuly Olivetti, Raphael Ramos, Raquel Lima, Letícia Brandão, Bárbara Bastos, Luciane Toledo, Alice Lima Silva, Verônica Rodrigues, Elena Duarte, Júlio Andrade, Mauro Junior, Rodrigo Dias Gomes, Jussara Sarmento, Telma Gonçalves, Bruno Perlatto, Tairone Vale, Robson Monteiro, Leonardo Apgaua, Meire Goreth, Renata Ferreira, Franciane Lúcia, Alessandra Fernandes, Marcos Araújo, Cristina Braga, Débora Curcio, Danúbia Figueira, Emerson Gonçalves, Ronisson Reis, Rinara Souza, Frederico Monteiro, Thiago Cabral e Bianca Cores.

### 2000 a 2009: novo século e milênio trazem ao grupo reconhecimento e homenagens

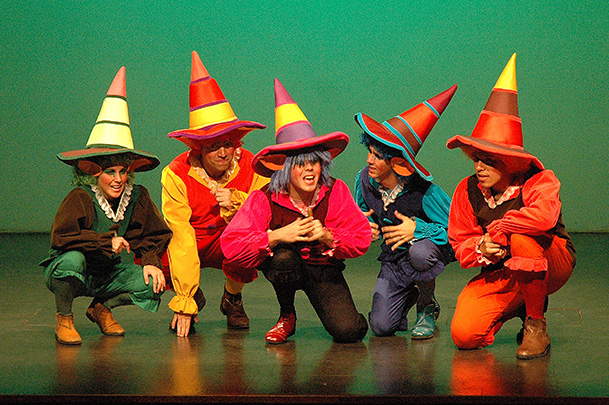
"Os Duendes Imaginários", espetáculo criado em homenagem aos 40 anos do Grupo Divulgação, em 2006. Foto: Jesualdo Castro.

O ano 2000 marca a travessia de século e milênio, o que revela a longevidade e a produtividade do grupo, que inicia um curso de criação cenográfica, dentro de um projeto de iniciação artística na UFJF.  Neste mesmo ano, o grupo monta "Guerra dos Legumes" e reencena "Girança", um dos maiores sucessos de público e crítica da história do GD, além da produção de "O Último Portal". Em 2001 o grupo lança "Generosa@Fada.com", que teve apresentação extra no Cine-Theatro Central e "Botanágua", que resgata a história de um bairro juiz forano, sendo apresentada também em Ouro Preto. Ainda neste ano, o Grupo Divulgação é homenageado no enredo da escola de samba "Vale do Paraibuna". O samba-enredo, intitulado, "O teatro popular é cultura brasileira/ É Zé Luiz, é Zé Pereira" foi composto por Cris, Paulo Carioca e Zezé do Pandeiro.

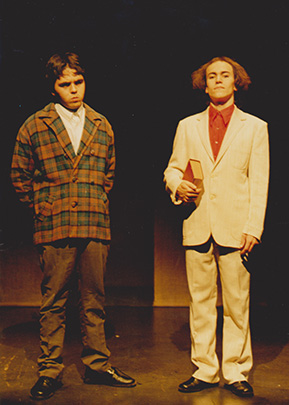
Breno Fonseca e Gustavo Burla em "Zé das Cova e Dona Morte", de 2003. Foto: Jesualdo Castro.

Em 2002 o grupo monta a peça "O Rei de Quase-Tudo", baseado na obra de Eliardo França. O livro foi premiado na Bienal do Livro do Rio de Janeiro, além de estar presente na Feira Internacional do Livro, em Bolonha, na Itália. No mesmo ano, o grupo encena "Senhora na Boca do Lixo" e "A Trupe da Paz". 2002 também foi o ano em que o núcleo da terceira idade encenou pela primeira vez uma peça infantil, uma remontagem de "Estórias pra Boi Dormir", de 1993. Em 2003 o grupo lança "O Menino dos Caracóis", "Zé das Cova e Dona Morte" e "O Círculo de Giz de Brecht". Em 2004, o grupo encena o especial "Saudações Universitárias" para mais de mil calouros da UFJF, além do espetáculo religioso "Jesus, o Vitorioso", no Cine-Theatro Central. Neste mesmo ano, o grupo apresenta "O Canto do Cisne e Outras Pequenas Comédias" e "No Reino da Inventação", segunda peça com trilha sonora gravada em cd, após "Generosa@Fada.com". Ainda em 2004, o grupo recebe a medalha Pedro Nava, para aqueles que preservam a memória de Juiz de Fora, e encerra o ano com o espetáculo "A Fábula do Destino", que fica em cartaz também no ano de 2005. Dois livros são lançados em 2004 por membros do GD: "Grupo Divulgação: o teatro como devoção", de Márcia Falabella, e "O Mapa da Cena", de Gustavo Burla.
Em 2005 o grupo lança "Bicho Sim, Bicho Não!", reencenado em 2017 pelo núcleo adolescente, e "Visitando Volpone". A adaptação para o teatro de "O Rei de Quase Tudo", feita por José Luiz Ribeiro, recebe o prêmio "Altamente Recomendável", da "Fundação Nacional do Livro Infantil e Juvenil". Além desse prêmio, José Luiz Ribeiro também recebe o prêmio Usiminas-SINPARC, no Palácio das Artes, em Belo Horizonte, pelo conjunto de sua obra. Em dezembro do mesmo ano, José Luiz Ribeiro recebe prêmio da Academia Mineira de Letras por seu texto "A Formosa Menina que Salvou o Circo", encenada pelo grupo de adolescentes do Divulgação. O diretor e fundador do GD ainda receberia outra premiação no fim do ano: a medalha JK.

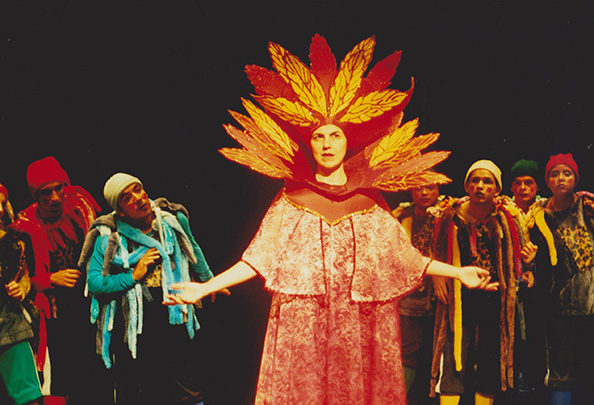
Marise Mendes em "Generosa@Fada.com", peça de 2001. Foto: Jesualdo Castro.

No ano de 2006, em que o grupo celebrou os seus 40 anos de atividade, foram montadas as seguintes peças: "Os Duendes Imaginários", "Adoráveis Canalhas" e "A Tempestade". Como forma de comemoração do aniversário do grupo, foi encenada, pelo núcleo de universitários, a peça "Cancioneiro de Lampião", primeiro espetáculo realizado pelo grupo em 1967. Além disso, foram expostas ilustrações, maquetes e organizados seminários e encontros comemorativos. Em 2007, o grupo encena "Simbita e o Dragão", "A República de Plantão" e "Erguei as Mãos". No ano de 2008 o grupo apresenta "Porcaria em Águas Claras", "Bailes da Vida" e "O Mambembe", primeira peça de Artur Azevedo montada pelo GD. A década termina com "A Lira do Encanto", "Escola de Trapaça", ambos de 2009.
Entre 2000 e 2009, o GD contou com o seguinte elenco: José Luiz Ribeiro, Virgínia Fonseca, Marise Mendes, Márcia Falabella, Fátima Amorim, Júlio Andrade, Paulo Moraes, Bárbara Bastos, Franciane Lúcia, Marcos Araújo, Cristina Braga, Danúbia Figueira, Ronisson Reis, Thaísa Palmieri, Aline Louise, Sônia Maria, Josianne Matozinho, Leandro Boscatto, Kátia Nascimento, Hérika Rodrigues, Tiago Vieira, Gustavo Burla, Henriette Simões, Oscar Calixto, Marcos Cardoso, Joana Franco, Jacqueline Hinkelmann, Leonardo Alvim, Tathiana Campolina, Fábio de Almeida, Juliana Cetrim, Sheila Lima, Maria Elisa Duarte, Táscia Souza, Rinara Souza, Jussara Sarmento, Juliane Mathiole, Fernanda Reis Bastos, Carlos Reis, Daniel Lima Silva, Flávia Gouvêa, Valéria Miranda, Josiane da Silva, Thell Guerson, Rafaela Reis, Geovana Oliveira, Daniele Guimarães, Thiago Berzoini, Breno Fonseca, Suzana Sampaio, Roberta Faria, Geana Oliveira, Thaís Marques, Diogo Martins, Danielle Francisco, Douglas Zimmermann, Regina Peyroton, Sâmia Tavares, Polyana Ribeiro, Ana Carolina Radd, Evandro Medeiros, Bárbara Piva, Marcus Martins, Marcus Leoni, Rafaela Toldo, Nadja Dulci, Juliana Rodrigues, Letticia do Vale, Leonardo Bruno, Suellen Andrade, Basileu Rodrigo Tavares, José Eduardo Brum, Tiago Vitor, Augusto França, Luciano Torres, Marco Aurélio Pasquini, Graça Almeida, João Paulo Rabelo, Lívia Sales, Fernanda Tostes, Ameli Gabriele, Kênia Bárbara, Ana Eliza Teixeira, Thaysi Ribeiro, Vanessa Vieira, Maurício Ribeiro, Alessandra Maia, Tassiana Franck, Andréa Romão, Thaís Lawall, Filipe Mostaro, Laila Rachid, Alex Rodrigo, Breno Simonette, Tonimar Vaz, Rivelino Alves, Joice Nascimento, Vítor Knop, Maiara Batista, Mariana Freitas, Luana Lazarini, Maria Thereza Umbelino, Ana Helena Leitão, Amanda Giachetta, Amanda Antunes, Ana Paula Dessupoio, Allana Meirelles, Maria Gabriela Reis, Hudson Polonini e Avner Proba.

### 2010 - atualidade: os 50 anos do Grupo Divulgação e novos caminhos

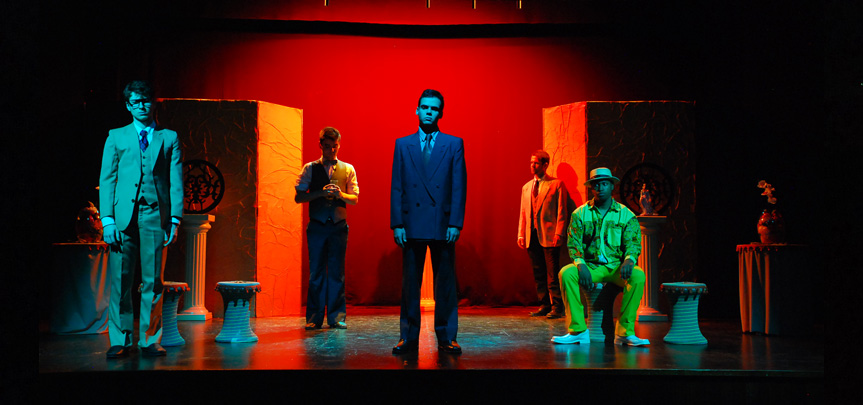
"Sob Nova Direção", peça de cunho social, encenada em 2012. Foto: Jesualdo Castro.

O ano de 2010 inicia com a produção dos espetáculos "No Reino de Nunca Dantes", "Juizado de Pequenas Perdas" e "O Triunfo do Apocalipse", todas de autoria de José Luiz Ribeiro. O grupo segue com os trabalhos no núcleo adolescente e da terceira idade, além dos "mergulhões teatrais", permitindo o ingresso de novos membros no núcleo universitário. Em 2011, o grupo monta "Sonhos da Rainha da Noite", "Os Ossos do Ofício", inspirado em Lima Barreto, e "Depois da Novela das Oito". Em 2012 foi promulgada a Lei  12.484/2012, que declarou o Grupo Divulgação como bem de utilidade pública para fins de tombamento, faltando ainda a inscrição do grupo no registro de bens culturais de Juiz de Fora. No mesmo ano, o grupo montou as peças "Cadê?" e "Sob Nova Direção". Durante o ano de 2013, o grupo deu continuidade à produção de peças autorais de José Luiz Ribeiro e lançou "O Senhor dos Papéis" e "A Visita". Adaptando Molière, o grupo também produziu no mesmo ano a peça "O Doente Imaginário".

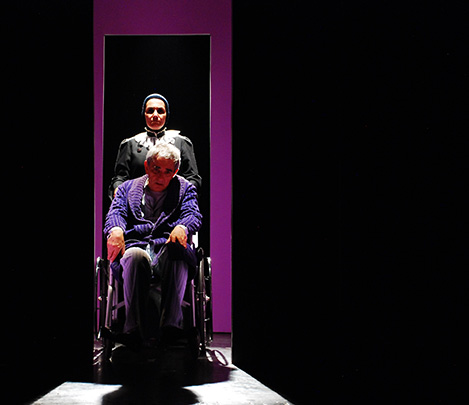
Cena de "Cuidados de Amor, de 2014, peça que tratava do envelhecimento. Foto: Jesualdo Castro.

No ano de 2014, José Luiz Ribeiro atua na peça "Cuidados de Amor", até o momento o seu último espetáculo como ator. Em seguida, o grupo monta "Gritos Dissonantes", peça que pode ser compreendida como integrante de uma trilogia política, com sátiras aos presidentes da república dos respectivos períodos históricos em que foram escritas, o que já havia sido feito nas peças "Era Sempre 1º de Abril" (1990) e "O Príncipe Rufião" (1998). A análise das três peças por um dos integrantes do grupo rendeu a escrita de monografia apresentada na Faculdade de Comunicação da UFJF, marcando a produção de trabalhos acadêmicos com o Grupo Divulgação e sua dramaturgia como objeto direto de estudo. Ainda em 2014 o grupo lança "O Conto da Morcegada". Em 2015 o grupo monta "O Rei Pavão" e "A Comédia da Falha Trágica", peça inspirada em "A Divina Comédia", de Dante Alighieri.
O ano de 2016 foi particularmente importante para a história do grupo, por conta da celebração dos 50 anos de sua existência. Na ocasião, foi realizada a mostra "Divulgação 50", Através de fotografias, em paineis organizados por décadas, foi mostrada a trajetória do GD a partir da sua fundação, em 1966, até a comemoração do seu cinquentenário. A exposição aconteceu na Galeria de Arte do Forum da Cultura. No Museu de Cultura Popular, foram expostas 18 máscaras feitas durante anos para os diversos espetáculos, mostrando um trabalho de desenvolvimento plástico, inspirado na pesquisa no campo da cultura popular e erudita.

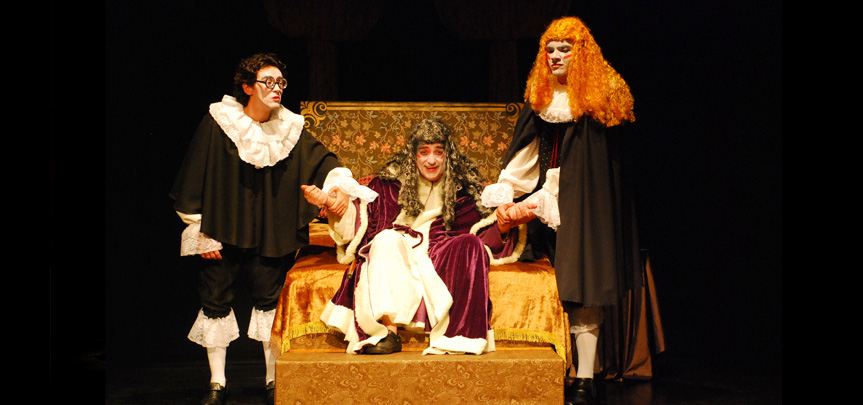
"O Doente Imaginário" (2013), adaptação de Molière, com José Luiz Ribeiro no papel de Argan. Foto: Jesualdo Castro.

Foram também exibidas maquetes de espetáculos, que fazem parte do projeto de extensão “Criação Cenográfica”, desenvolvido há mais de 20 anos por alunos da UFJF. Essas maquetes cobrem uma boa parte do trabalho cenográfico apresentado pelo GD em suas peças. Além disso, foram também expostos trajes, figurinos e partes de cenários de espetáculos infantis e adultos. Os núcleos de adolescentes e da terceira idade apresentaram uma série de espetáculos comemorativos, mostrando o trabalho do Divulgação contando a história do grupo.
Ainda em 2016, dentro das comemorações do aniversário do GD, foi lançado o livro "Cancioneiro Divulgação", escrito por José Luiz Ribeiro, com 430 fotografias narrando a história do grupo. No mesmo mês que foi celebrado o cinquentenário, foi também inaugurado o site oficial do grupo, onde estão disponíveis os programas, cartazes, fotografias de todos os espetáculos, além de trailers das peças registradas em vídeo a partir de 1985, ano em que os espetáculos começaram a ser filmados. Em 2016, o grupo produziu as seguintes peças: "Anjos e Desarranjos", "Romeu e Julieta" e "Sete Palmos".
No ano de 2017, o grupo montou as peças: "Sinos de São João", "Mamãe, me Acode!" e "1894 - O Major", nova adaptação da obra de Artur Azevedo. Em 2018, José Luiz Ribeiro escreveu a peça infantil "O Rio Que Queria Ser Mar". Pela primeira vez, o grupo utilizou refletores LED RGB na iluminação do espetáculo, além de ter retomado a utilização das máquinas de fumaça. Esta peça marcou o retorno da música ao vivo nos espetáculos, o que não acontecia desde 2014. Ainda no primeiro semestre, o grupo lançou "Circo Theatro Brazil", e no segundo "A Bala de Prata" com texto e direção de José Luiz Ribeiro. 

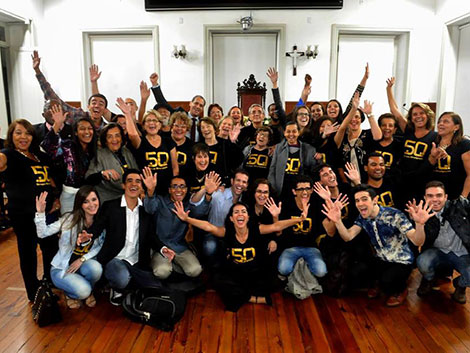
Membros e ex-membros do GD comemoram os 50 anos do grupo em 2016. Foto: Humberto Nicoline.

### 2019 - A interdição do teatro do Forum da Cultura
No mês de fevereiro, foi detectado uma rachadura no muro do lado esquerdo do Forum da Cultura que faz divisa com a Escola Estadual Delfim Moreira. O colégio ocupa há seis anos o imóvel da corretora Invest, enquanto o prédio tombado na avenida Rio Branco aguarda por reformas. Toda parte esquerda do Forum da Cultura, incluindo o teatro, que se encontra no terceiro pavimento, foi interditado. Impossibilitado de fazer apresentações, o Divulgação sofre com o remate que vem acontecendo nos teatros de todo o Brasil.

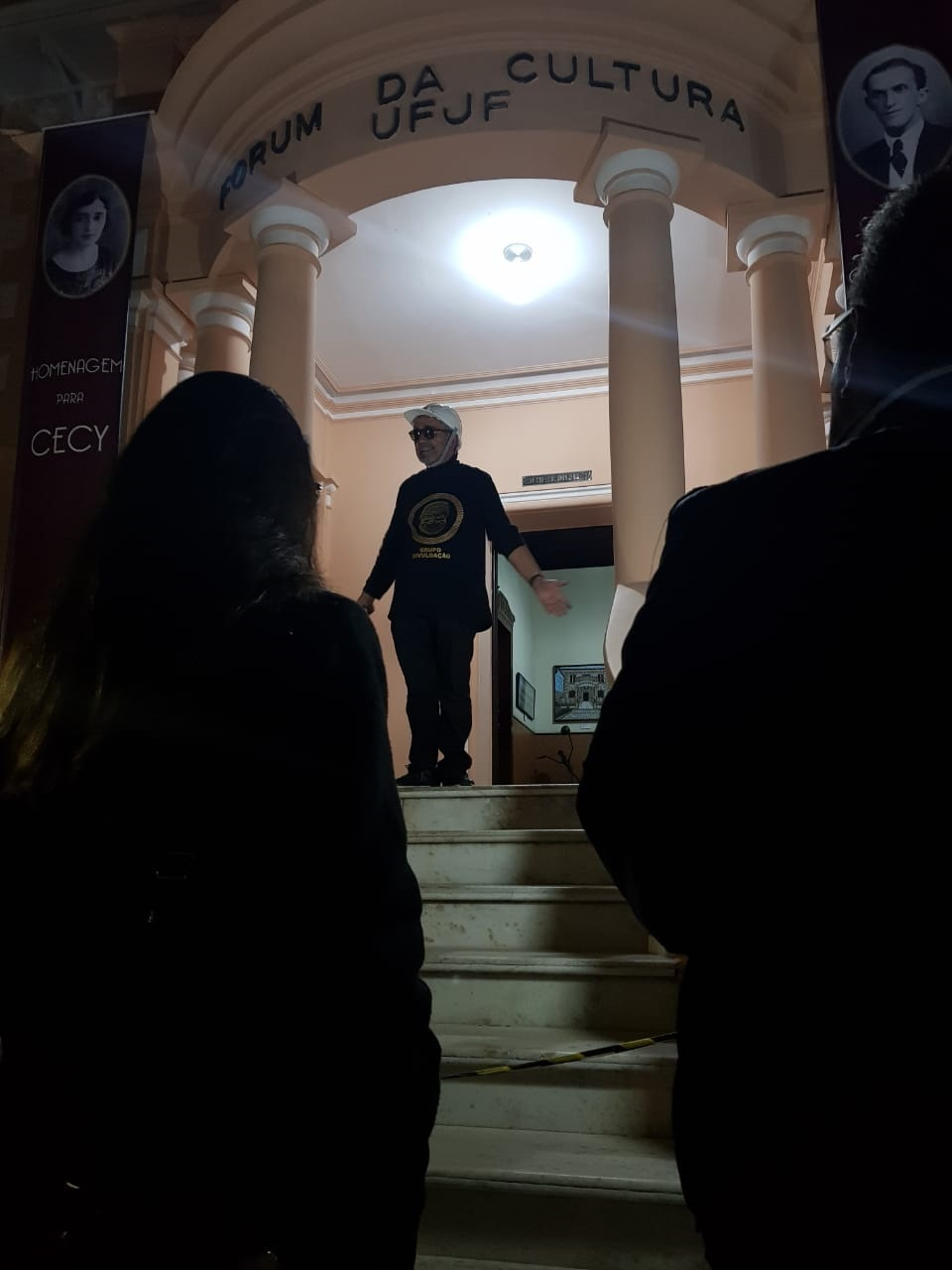
José Luiz Ribeiro recebe o público na fachada do Forum da Cultura. Foto: Grupo Divulgação

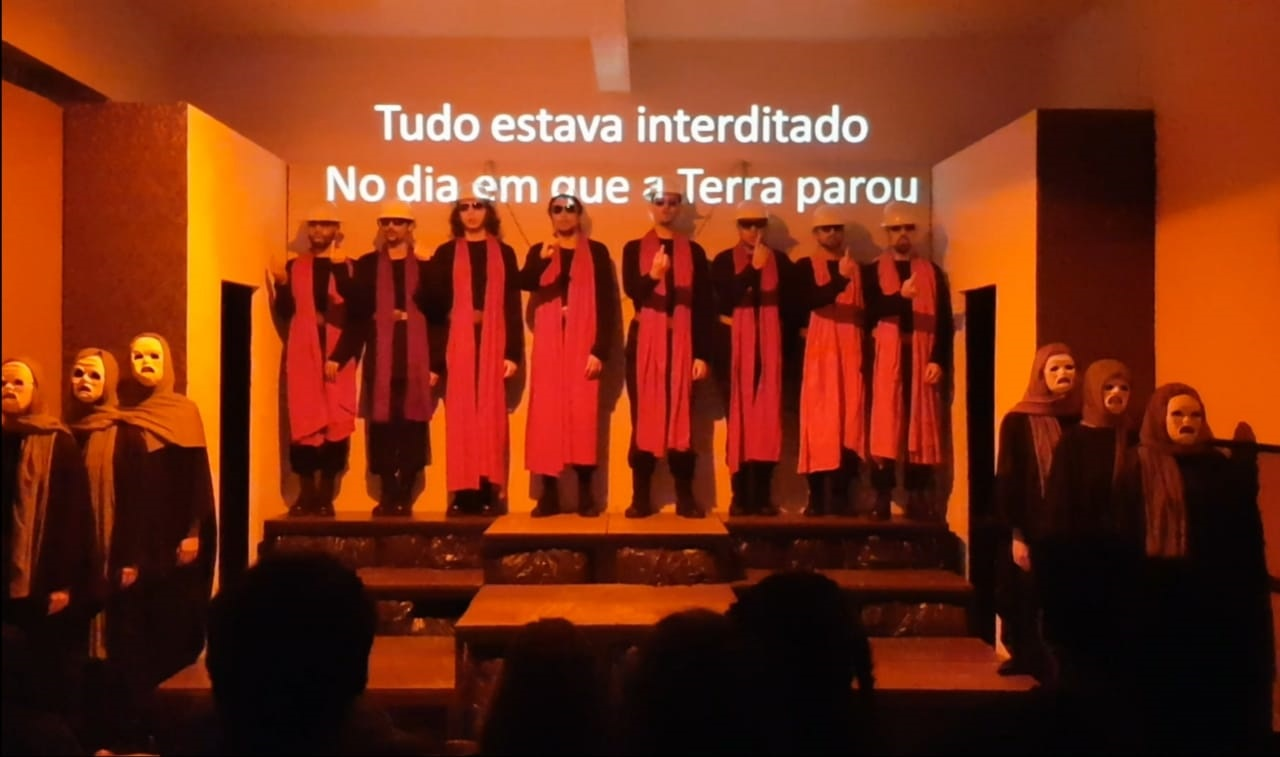
Cena de "Os Filhos de Prometeu". Foto: Grupo Divulgação

Há espera das obras e com o calendário de espetáculos prejudicado, tendo assim que adiar o espetáculo infantil "A Viagem do trem Bão" que entraria em temporada em abril por tempo indeterminado, o grupo adapta a pequena sala de ensaios  para a montagem do espetáculo "Os filhos de Prometeu", criticando a raça humana para quem Prometeu confiou os dons da Ciência e das Artes. A peça começa com a Performance de José Luiz Ribeiro em frente ao prédio do Forum da Cultura recitando versos do Romanceiro da Inconfidência de Cecília Meireles. A apresentação inclui projeções de slides, recurso utilizado em Cancioneiro Lampião de 1967. O espetáculo estreia em junho e é ovacionado pelo público durante sua temporada.
Entre 2010 e 2019, o Grupo Divulgação contou com o seguinte elenco: José Luiz Ribeiro, Márcia Falabella, Fátima Amorim, Kleyton Machado, Marja Souza, Amanda Faulhaber, Flávia Gama, Amanda Paiva, Maiara Batista, Álvaro Dyogo, Rodrigo Coelho, Matheus Engenheiro, Ana Paula Dessupoio, Maria Gabriela Reis, Avner Proba,Tiago Vitor, Juliana Stempozeskas, Laura Carvalho, Hugo Dutra, Jefferson Oliveira, Gabriel Oliveira, Daniel Machado, Marcus Vinícius Guimarães, Marcella Guizilini, João Paulo Amaral, Manuela Werneck, Vitor Medeiros, Michell Costa, Taysa Ferreira, Saulo Machado, Michele Ferreira, Carolina Lacerda, Fernando Haider, Victor Dousseau, Yago Navarro, Dowglas Mota, Tamime Cassola Iunes, Marina Metri, Maria Marta Souza, Wallace Oliveira, Marcus Carnivali, Mateus Machado, Walmor Machado, Bárbara Borges, Marina Lopes, Bruno Crispi, Carina Salgado, Andrei Pereira, Renan Sousa, João Francisco Clavilho, Lorenza Cris, Marcus Saramela, Rebecca Gramlich, Mariana Sampaio, Felipe Vasconcelos, Júlia Büttenbender, Diogo Miranda, Fabrício Alves, Ana Amado, Letícia Trindade, Jonatas Vianna, Franklin Ribeiro, Igor Santos, Sylvia Lopes, Paula Landim, Humberto Ramos, Cássia Girardi, Ricardo Barros, Amanda Milão, Juliana Satlher, Rachel Alexandre, Ada Medeiros, Carolinne Ferreira, Lucas Lima, Joana Paula, Andreza Dias, Conrado Braga, Millena Paiva, Alícia Bretas, Michele Balieiro, Tainá Varandas, Geovana Santiago, Leandro Presto, Rodrigo Luiz, Lucas Barbosa, Washington Botelho, Maria Cassani, Bruna Valentim, Felipe Lopes, Heber Córdova, Anna Carolina Chispin, Isabela Barros, Rodrigo Julião, Diego Corrêa, Vanusa Maira e Pedro Moysés.

### Anos 2020: Superação e pós-pandemia
Em decorrência das medidas protetivas da pandemia da Covid 19, o grupo teve de interromper seus trabalhos presenciais, mas nada impediu que continuasse seu compromisso com a pesquisa e difusão teatral, dessa vez de forma online. Durantes os anos de 2020 e 2021, José Luiz Ribeiro fez mais de 150 lives no Instagram, dando aulas de teatro, resgatando a memória do grupo e entrevistando membros e ex-membros do Grupo Divulgação, mantendo acesa a chama do fazer teatral e aproximando toda família do GD em tempos de reclusão. 
Em 2022 o grupo volta aos palcos e dá continuidade ao Projetos de Extensão vinculados à Universidade Federal de Juiz de Fora. Para dar início a década de 2020 e a volta pós pandemia, o primeiro espetáculo comemorou os 100 anos da Semana de Arte Moderna no encerramento do curso Mergulhão Teatral.  
Entre 2022 e 2025, o Grupo Divulgação contou/conta com o seguinte elenco: José Luiz Ribeiro, Márcia Falabella, Dowglas Mota, Igor Santos, Pedro Moysés, Diego Corrêa, Emmanuelle Serdeira, Rafaela Stephan, Yuri ávila, Aian Cruz, Bia Valed, Ana Beatriz Rodrigues, Laís Fonseca, Vitória Beatriz, Fábio Kelbert, Bernardo Mendonça, Jéssica Mazzini, Laura Dufer, Mateus Omar, Igor Campos, Lendel Smânio, Laryssa Gabellini, Maria Luísa Mendonça, Letícia Rezende, Samara Borges, Suelen Zavon, Brenda Soares, Lana Gabriel, Lúcio Araújo, Matheus Braga, Ashley Assis, Bruno Schultz, Clara Almeida, Fernanda Borges, Helena Vasconcellos, Victor Dousseau, Bruno Luis, Rafael Neves, Jéssica Soares, Laura Coutinho e Ygor Garcia.   

## Repertório do Grupo Divulgação
A listagem abaixo contempla apenas as peças encenadas pelo núcleo universitário, considerando "Cancioneiro de Lampião", de 1967, como a primeira peça do grupo, conforme o site oficial.
| Ano     | Peça                                        | Autor                                                    |
| ------- | ------------------------------------------- | -------------------------------------------------------- |
| 1967    | Cancioneiro de Lampião                      | Nertan Macêdo                                            |
| 1967    | O Urso                                      | Anton Tchekhov                                           |
| 1968    | Bodas de Sangue                             | Federico García Lorca                                    |
| 1968    | Electra                                     | Sófocles                                                 |
| 1969    | Diário de um Louco                          | Nikolai Gogol                                            |
| 1969    | Pequenos Burgueses                          | Máximo Gorki                                             |
| 1970    | A Visita da Velha Senhora                   | Friedrich Durrenmatt                                     |
| 1970    | Escola de Mulheres                          | Molière                                                  |
| 1971    | Escorial                                    | Michel de Ghelderode                                     |
| 1971    | Romanceiro da Inconfidência                 | Cecília Meireles                                         |
| 1971    | Maria Stuart                                | Friedrich Schiller                                       |
| 1972    | A Morta                                     | Oswald de Andrade                                        |
| 1972    | O Patinho Torto ou Os Mistérios do Sexo     | Coelho Netto                                             |
| 1973    | A Onça de Asas                              | Walmir Ayala                                             |
| 1973    | Yerma                                       | Federico García Lorca                                    |
| 1973/74 | Seis Personagens à Procura de um Autor      | Luigi Pirandello                                         |
| 1974    | Cancioneiro de Lampião                      | Nertan Macêdo                                            |
| 1974    | As Criadas                                  | Jean Genet                                               |
| 1974    | O Circo de Bonecos                          | Oscar Von Pfuhl                                          |
| 1975    | Arlequim, Servidor de Dois Amos             | Carlo Goldoni                                            |
| 1976    | Calígula                                    | Albert Camus                                             |
| 1976    | Guerra Mais ou Menos Santa                  | Mário Brasini                                            |
| 1977    | Pedreira das Almas                          | Jorge Andrade                                            |
| 1978    | Estória de Lenços e Ventos                  | Illo Krugli                                              |
| 1978    | Só o Faraó tem Alma                         | Silveira Sampaio                                         |
| 1979    | Nem Tudo Está Azul no País Azul             | Gabriela Rabelo                                          |
| 1979    | O Beijo no Asfalto                          | Nelson Rodrigues                                         |
| 1979    | Mas que Papel, seu Bacharel!                | José Luiz Ribeiro                                        |
| 1980    | Guairaká                                    | José Luiz Ribeiro                                        |
| 1980    | O Estado de Sítio                           | Albert Camus                                             |
| 1980    | Boca do Inferno                             | Marcus Vinícius                                          |
| 1981    | O Embarque de Noé                           | Maria Clara Machado                                      |
| 1981    | A Mandrágora                                | Nicolau Maquiavel                                        |
| 1981    | Dona Baratinha                              | José Luiz Ribeiro                                        |
| 1982    | O Rei da Vela                               | Oswald de Andrade                                        |
| 1982    | A Gema do Ovo da Ema                        | Sylvia Orthof                                            |
| 1982    | Como se Fazia um Deputado                   | França Júnior                                            |
| 1983    | A Colcha do Gigante                         | Zuleika Mello                                            |
| 1983    | Dr. Getúlio, sua Vida e sua Glória          | Dias Gomes e Ferreira Gullar                             |
| 1983    | O Jardim de Cerejeiras                      | Anton Tchekhov                                           |
| 1984    | Girassonho                                  | José Luiz Ribeiro                                        |
| 1984    | Esta Noite se Improvisa                     | Luigi Pirandello                                         |
| 1984    | O Inspetor Geral                            | Nikolai Gogol                                            |
| 1985    | Putz, a Menina que Buscava o Sol            | Maria Helena Kühner                                      |
| 1985    | Fausto                                      | Göethe                                                   |
| 1985/86 | Girança                                     | José Luiz Ribeiro                                        |
| 1986    | Grito Mudo                                  | José Luiz Ribeiro                                        |
| 1986    | A Noite dos Duendes                         | José Luiz Ribeiro                                        |
| 1986    | A Casa de Bernarda Alba                     | Federico García Lorca                                    |
| 1987    | Bem do seu Tamanho                          | Ana Maria Machado                                        |
| 1987    | As Aventuras do Tio Patinhas                | Augusto Boal                                             |
| 1987    | A Aurora da Minha Vida                      | Naum Alves de Souza                                      |
| 1988    | Sonho Pirata                                | Liliana Neves                                            |
| 1988    | Canga                                       | José Luiz Ribeiro                                        |
| 1988    | O Mercador de Veneza                        | William Shakespeare                                      |
| 1989    | Passa, Passa Assombração                    | José Luiz Ribeiro                                        |
| 1989    | O Santo Milagroso                           | Lauro César Muniz                                        |
| 1989    | Rasto Atrás                                 | Jorge Andrade                                            |
| 1990    | Dom Chicote Mula Manca                      | Oscar Von Pfuhl                                          |
| 1990    | Era Sempre 1º de Abril                      | José Luiz Ribeiro                                        |
| 1990    | Todomundo                                   | José Luiz Ribeiro                                        |
| 1991    | O Rouxinol do Pescador                      | José Luiz Ribeiro                                        |
| 1991    | Édipo Rei                                   | Sófocles                                                 |
| 1991    | O Burguês Fidalgo                           | Molière                                                  |
| 1992    | O Caju Encantado                            | Paula Schmidt                                            |
| 1992    | Vereda da Salvação                          | Jorge Andrade                                            |
| 1993    | Estórias pra Boi Dormir                     | José Luiz Ribeiro                                        |
| 1993    | Il Teatro Cômico                            | Carlo Goldoni                                            |
| 1994    | Como se Come um Homem                       | Sławomir Mrożek                                          |
| 1994    | O Carteiro do Rei                           | Rabindranath Tagore (José Luiz Ribeiro)                  |
| 1994    | A Torre em Concurso                         | Joaquim Manuel de Macedo                                 |
| 1995    | O Dragão Verde                              | Maria Clara Machado                                      |
| 1995    | O Homem e o Cavalo                          | Oswald de Andrade                                        |
| 1995/96 | A Escada de Jacó                            | José Luiz Ribeiro                                        |
| 1996    | O Mistério das Nove Luas                    | Ilo Krugli, Sônia Piccinin e Paulo César Brito           |
| 1996    | Cervantina                                  | Miguel de Cervantes (José Luiz Ribeiro)                  |
| 1997    | A Chapeleira da Rua Azul                    | José Luiz Ribeiro                                        |
| 1997    | O Devoto                                    | José Luiz Ribeiro                                        |
| 1998    | O Patinho Feio                              | Ronaldo Boschi                                           |
| 1998    | O Príncipe Rufião                           | José Luiz Ribeiro                                        |
| 1999    | Guairaká                                    | José Luiz Ribeiro                                        |
| 1999    | Viva a Nau Catarineta                       | Altimar Pimentel                                         |
| 1999    | Os Ossos do Barão                           | Jorge Andrade                                            |
| 2000    | A Guerra dos Legumes                        | José Luiz Ribeiro                                        |
| 2000    | Girança                                     | José Luiz Ribeiro                                        |
| 2000    | O Último Portal                             | Ingmar Bergman (José Luiz Ribeiro)                       |
| 2001    | Generosa@fada.com                           | José Luiz Ribeiro                                        |
| 2001    | Botanágua                                   | José Luiz Ribeiro                                        |
| 2002    | O Rei de Quase-Tudo                         | José Luiz Ribeiro                                        |
| 2002    | A Trupe da Paz                              | José Luiz Ribeiro                                        |
| 2002    | Senhora na Boca do Lixo                     | Jorge Andrade                                            |
| 2003    | O Menino dos Caracóis                       | José Luiz Ribeiro                                        |
| 2003    | Zé das Cova e Dona Morte                    | José Luiz Ribeiro                                        |
| 2003    | O Círculo de Giz de Brecht                  | Bertolt Brecht (José Luiz Ribeiro)                       |
| 2004    | No Reino da Inventação                      | José Luiz Ribeiro                                        |
| 2004    | O Canto do Cisne e Outras Pequenas Comédias | Anton Tchekhov                                           |
| 2004/05 | A Fábula do Destino                         | José Luiz Ribeiro                                        |
| 2005    | Bicho Sim, Bicho Não!                       | José Luiz Ribeiro                                        |
| 2005    | Visitando Volpone                           | José Luiz Ribeiro                                        |
| 2006    | Os Duendes Imaginários                      | José Luiz Ribeiro                                        |
| 2006    | A Tempestade                                | William Shakespeare                                      |
| 2006    | Adoráveis Canalhas                          | José Luiz Ribeiro                                        |
| 2007    | Simbita e o Dragão                          | Lúcia Benedetti                                          |
| 2007    | Erguei as Mãos                              | José Luiz Ribeiro                                        |
| 2007    | A República de Plantão                      | José Luiz Ribeiro                                        |
| 2008    | Porcaria em Águas Claras                    | José Luiz Ribeiro                                        |
| 2008    | O Mambembe                                  | Artur Azevedo                                            |
| 2008    | Bailes da Vida                              | José Luiz Ribeiro                                        |
| 2009    | A Lira do Encanto                           | José Luiz Ribeiro                                        |
| 2009    | Escola de Trapaça                           | José Luiz Ribeiro                                        |
| 2010    | No Reino de Nunca Dantes                    | José Luiz Ribeiro                                        |
| 2010    | Juizado de Pequenas Perdas                  | José Luiz Ribeiro                                        |
| 2010    | O Triunfo do Apocalipse                     | José Luiz Ribeiro                                        |
| 2011    | Sonhos da Rainha da Noite                   | José Luiz Ribeiro                                        |
| 2011    | Os Ossos do Ofício                          | José Luiz Ribeiro                                        |
| 2011    | Depois da Novela das Oito                   | José Luiz Ribeiro                                        |
| 2012    | Cadê?                                       | José Luiz Ribeiro                                        |
| 2012    | Sob Nova Direção                            | José Luiz Ribeiro                                        |
| 2013    | O Senhor dos Papéis                         | José Luiz Ribeiro                                        |
| 2013    | A Visita                                    | José Luiz Ribeiro                                        |
| 2013    | O Doente Imaginário                         | Molière (adapt. José Luiz Ribeiro)                       |
| 2014    | O Conto da Morcegada                        | José Luiz Ribeiro                                        |
| 2014    | Cuidados de Amor                            | José Luiz Ribeiro                                        |
| 2014    | Gritos Dissonantes                          | José Luiz Ribeiro                                        |
| 2015    | O Rei Pavão                                 | José Luiz Ribeiro                                        |
| 2015    | Verdes Tempos                               | José Luiz Ribeiro                                        |
| 2015    | A Comédia da Falha Trágica                  | José Luiz Ribeiro                                        |
| 2016    | Anjos e Desarranjos                         | José Luiz Ribeiro                                        |
| 2016    | Romeu e Julieta                             | William Shakespeare                                      |
| 2016    | Sete Palmos                                 | José Luiz Ribeiro                                        |
| 2017    | Sinos de São João                           | José Luiz Ribeiro                                        |
| 2017    | Mamãe, me acode!                            | José Luiz Ribeiro                                        |
| 2017    | 1894 - O Major                              | Artur Azevedo                                            |
| 2018    | O Rio Que Queria Ser Mar                    | José Luiz Ribeiro                                        |
| 2018    | Circo Theatro Brazil                        | José Luiz Ribeiro                                        |
| 2018    | A Bala de Prata                             | José Luiz Ribeiro                                        |
| 2019    | Os Filhos de Prometeu                       | José Luiz Ribeiro                                        |
| 2019    | A Viagem do Trem Bão                        | José Luiz Ribeiro                                        |
| 2019    | Sementes de Paixão                          | José Luiz Ribeiro                                        |
| 2022    | A Morta Insepulta                           | Oswald de Andrade (adapt. José Luiz Ribeiro)             |
| 2022    | O Ratim Conquistador                        | José Luiz Ribeiro                                        |
| 2022    | S.O.S Brasil                                | José Luiz Ribeiro                                        |
| 2023    | A Menina Ventania                           | José Luiz Ribeiro                                        |
| 2023    | O Golpe                                     | José Luiz Ribeiro                                        |
| 2024    | A Mochila Mágica                            | José Luiz Ribeiro                                        |
| 2024    | Cidade Partida                              | Ésquilo, Sófocles e Eurípedes (adapt. José Luiz Ribeiro) |
| 2025    | A Verdadeira Princesa                       | José Luiz Ribeiro                                        |